# Agano-klass
Agano-klassen (阿賀野型軽巡洋艦, Agano-gata keijun'yōkan) var en klass av lätta kryssare som tjänstgjorde i den kejserliga japanska flottan. Alla var uppkallade efter japanska floder. Fartygen i Agano-klassen var större än tidigare japanska lätta kryssare och var snabba, men hade ett svagt skydd och lätt bestyckning för sin storlek (dock med en kraftfull offensiv torpedbestyckning som kunde avfyra upp till åtta typ 93 "Long Lance" torpeder i en salva). De deltog i många strider under andra världskriget.

## Bakgrund
Den kejserliga japanska flottan hade strax efter första världskriget utvecklat en standardiserad design för lätta kryssare som flaggskepp för jagar- och ubåtsskvadroner, baserad på ett deplacement på 5 500 ton. På 1930-talet var dessa fartyg dock föråldrade, eftersom samtida jagare var snabbare, hade kraftigare beväpning och större uthållighet. Så snart restriktionerna i Londonavtalet hade tagits bort utarbetade marinens generalstab en plan inom ramen för den 4:e flottans tilläggsbudget för att bygga 13 nya 6 000-tons kryssare mellan 1939 och 1945 för att ersätta kryssarna av Tenryū-, Kuma- och Nagara-klass. Dessa fartyg var tänkta att bli flaggskepp för sex jagarskvadroner och sju ubåtskvadroner. Den nya designen färdigställdes i oktober 1937, men byggandet försenades på grund av överbelastning av de japanska varven. Byggkostnaderna uppgick till 16,4 miljoner yen per fartyg.

## Design och beskrivning
Designen av Agano-klassen baserades på teknik som utvecklats för den lätta kryssaren Yūbari. Till skillnad från de flesta japanska konstruktioner var Agano-klassen inte överviktig, vilket gjorde att fartygen uppvisade god stabilitet och sjövärdighet. De hade en total längd på 174,1 meter, en bredd på 15,2 meter och ett djupgående på 5,63 meter. Deras deplacement var 6 652 ton vid standardlast och 8 534 ton vid fullast. Fartygen hade en besättning på 51 officerare och 649 sjömän och när fartyget tjänstgjorde som flaggskepp behövdes ytterligare 6 officerare och 20 sjömän.
Agano-klassen hade fyra växlade ångturbiner som var och en drev en propelleraxel med hjälp av ånga från sex Kampon Ro Gō-vattenrörspannor. Turbinerna var konstruerade för att producera totalt 100 000 hästkrafter (75 000 kW) och ge fartygen en hastighet på 35 knop (65 km/h). Fartygen hade tillräckligt med bränsleolja för att ha en räckvidd på 6 300 nautiska mil (11 700 km) vid en hastighet av 18 knop (33 km/h).

### Bestyckning och skydd
Agano-klassens huvudbestyckning bestod av tre dubbelmonterade 15 cm-allmålskanoner, två framför överbyggnaden och en i aktern. Den sekundära beväpningen bestod av två dubbelmonterade 7,6 cm-luftvärnskanoner mittskepps. Det lätta luftvärnet omfattade ett par trippelfästen för typ 96 25 mm-luftvärnskanoner och två tvillingfästen för typ 93 13,2 mm kulsprutor. Fartygen hade också två fyrdubbelt monterade torpedtuber för 61 cm typ 93 (Long Lance) torpeder på mittlinjen och hade ett omladdningssystem med åtta torpeder. Fartygen i Agano-klassen var också utrustade med ett par Aichi E13A-flygplan och en katapult. De två första fartygen i klassen (Agano och Noshiro) hade en större katapult på 26 meter, medan de senare Yahagi och Sakawa hade en kortare katapult på 19 meter. För att upptäcka ubåtar var Agano-kryssarna utrustade med en typ 93 modell 2 hydrofon och en typ 93 modell 3 sonar.
Det var ursprungligen tänkt att de skulle utrustas med nio 15,5 cm-kanoner i tre trippelkanontorn som användes i deras efterföljare, tre torpedtuber och inga 7,6 cm-kanoner, men trippeltornen var för stora för fartygen. Därför ändrades huvudbatteriet till fyra dubbla 15,2 cm-kanontorn. Sedan beslutades det att förstärka torpedbestyckningen, så kanontorn nummer tre togs bort, och den vikt som sparades användes för att montera fyrdubbla torpedtuber, 7,6 cm-kanoner och extra lätta luftvärnskanoner.
Framdrivningsmaskineriet skyddades av ett 60 millimeter tjockt pansarbälte vid vattenlinjen och tvärgående skott uppdelade med 20 millimeter tjocka väggar framför och bakom maskineriet och ett mellandäck av samma tjocklek. Pansarplåtarna på kanontornen hade en tjocklek på 19 millimeter.
Alla fartyg i klassen uppdaterades med ytterligare luftvärnskanoner och radarsystem vid olika tidpunkter under deras livstid.

## Skepp i klassen
| Namn    | Varv                   | Kölsträckt       | Sjösatt         | Levererad        | Öde                                                               |
| ------- | ---------------------- | ---------------- | --------------- | ---------------- | ----------------------------------------------------------------- |
| Agano   | Sasebo Naval Arsenal   | 18 juni 1940     | 22 oktober 1941 | 31 oktober 1942  | Torpederad den 16 februari 1944 som en del av Operation Hailstone |
| Noshiro | Yokosuka Naval Arsenal | 4 september 1941 | 19 juli 1942    | 30 juni 1943     | Sänkt i ett flyganfall den 26 oktober 1944 efter slaget vid Samar |
| Yahagi  | Sasebo Naval Arsenal   | 11 november 1941 | 25 oktober 1942 | 29 december 1943 | Sänkt i ett flyganfall den 7 april 1945                           |
| Sakawa  | Sasebo Naval Arsenal   | 21 november 1942 | 9 april 1944    | 30 november 1944 | Sänkt som ett målfartyg den 2 juli 1946                           |